# Kasalān
Kasalān (persiska: کسلان) är en ort i Iran.   Den ligger i provinsen Östazarbaijan, i den nordvästra delen av landet, 400 km nordväst om huvudstaden Teheran. Kasalān ligger 1 727 meter över havet och antalet invånare är 209.
Terrängen runt Kasalān är huvudsakligen kuperad, men norrut är den bergig. Terrängen runt Kasalān sluttar söderut. Runt Kasalān är det ganska glesbefolkat, med 40 invånare per kvadratkilometer. Närmaste större samhälle är Tark, 10,3 km öster om Kasalān. Trakten runt Kasalān består i huvudsak av gräsmarker.